# Ablabesmyia sulphurea
Ablabesmyia sulphurea är en tvåvingeart som först beskrevs av Maurice Emile Marie Goetghebuer 1942.  Ablabesmyia sulphurea ingår i släktet Ablabesmyia och familjen fjädermyggor.
Artens utbredningsområde är Belgien. Inga underarter finns listade i Catalogue of Life.